# Alliance démocratique du 23 mai pour le changement
Pour les articles homonymes, voir Alliance.
L'Alliance démocratique du 23 mai pour le changement (ADC), est issue du mouvement touareg de l'Adrar des Ifoghas, dans la région de Kidal. L'ADC a été  fondée par Iyad ag Ghali, Hassan Ag Fagaga, Ibrahim Ag Bahanga et Amada Ag Bibi pour devenir l'aile politique de la rébellion.
Né à l'occasion de la rébellion touareg qui a débuté le 23 mai 2006 par l'affrontement de Kidal, ce mouvement se veut fédérateur des revendications des populations touaregs du nord du Mali. Il est l'expression du mécontentement des populations de cette région, concernant notamment l'application des accords qui avaient mis fin aux grandes rébellions touareg des années 1990.
Après avoir débuté par des combats ayant entraîné la prise des postes militaires de Kidal et de Ménaka, les forces de l'Alliance se sont regroupées dans le massif du Tigharghar.
Le 4 juillet 2006, avec l’aide de la médiation du gouvernement algérien, et de l'appui de l’Alliance démocratique du 23 mai pour le changement, le gouvernement malien, représenté par le ministre de l'Administration Territoriale et des Collectivités Locales, Kafougouna Koné, signe l’ Accord d'Alger pour la restauration de la paix, de la sécurité et du développement, dans la région de Kidal.
Ces accords reconnaissent entre autres, l'intégrité du territoire malien, répondant ainsi à la crainte d'un développement d'une forme de séparatisme, et précise des avancées pour le développement de la région. Ils sont cependant dénoncés par certains, notamment par le Rassemblement pour le Mali d'Ibrahim Boubacar Keïta, car portant atteinte à l’intégrité territoriale.
À la fin septembre 2006, l'Alliance démocratique du 23 mai pour le changement affronte les salafistes du Groupe salafiste pour la prédication et le combat (GSPC) algérien qui souhaitaient établir une base arrière, au nord du Mali.
Au printemps et à l'été 2007, plusieurs personnalités du mouvement s'en séparent pour reprendre la lutte et fondent l'Alliance Touareg Niger-Mali, dans le but de collaborer avec le Mouvement des Nigériens pour la justice (MNJ), du Niger.
Le 17 février 2009, l'Alliance démocratique du 23 mai pour le changement, après d'âpres négociations avec l'Algérie comme médiateur, accepte de déposer les armes. Une cérémonie accueille à Kidal 700 combattants, les armes sont restituées aux autorités maliennes. Les éléments qui avaient déserté les unités militaires maliennes pour rejoindre l'alliance, doivent être réintégrés dans ces dernières. Ceci entraîne de leur part, la reconnaissance des accords d'Alger. Ibrahim Ag Bahanga, maintenant ses positions, est défait par l'armée malienne. Il  s’exile en Libye. 